# Військова соціологія
Військова соціологія — галузь соціології, спрямована на систематичне вивчення армії як соціальної групи, а не як військової організації. Ця вузькоспеціалізована піддисципліна розглядає питання, пов'язані з військовослужбовцями як окремою групою з вимушеними колективними діями, заснованими на спільних інтересах, пов'язаних із виживанням та участю в бойових діях, з цілями та цінностями, які є більш визначеними та вузькими, ніж у цивільному суспільстві. Військова соціологія також стосується цивільно-військових відносин і взаємодії з іншими групами чи державними установами.
Військова соціологія відображає різноманіття методів, які використовує сама соціологія, зокрема широкомасштабний аналіз даних, включене спостереження, аналіз соціальних мереж, опитування, порівняльну історію тощо.
Сучасна військова соціологія є насамперед результатом Другої світової війни та Холодної війни. Ці події започаткували систематичні дослідження військової соціології. Війни в Афганістані та Іраку також вплинули на сферу військової соціології.
Теми досліджень військової соціології включають:
- Панівні уявлення військовослужбовців
- Мотивація військовослужбовців воювати
- Уніфікація в армії
- Військовий професіоналізм
- Перехід ветеранів у цивільне життя
- Військово-промисловий комплекс
- Інституційно-організаційна структура військ